# Pedicularis hypophylla
Pedicularis hypophylla är en snyltrotsväxtart som beskrevs av Takasi Takashi Yamazaki. Pedicularis hypophylla ingår i släktet spiror, och familjen snyltrotsväxter. Inga underarter finns listade i Catalogue of Life.